# Soyouz MS-23
Soyouz MS-23 (en russe : Союз МС-23) est une mission spatiale russe sans équipage dont le lancement depuis le cosmodrome de Baïkonour a lieu le 24 février 2023 grâce à un lanceur du même nom. Le vaisseau est de retour sur Terre le 27 septembre suivant.

## Équipage
La composition de l'équipage a été modifiée plusieurs fois.

### Scénario original
Initialement, il devait s'agir de la seconde mission commerciale opérée par Roscosmos, la première étant Soyouz MS-20. Contrairement à la première, celle-ci aurait été une mission de longue durée, soit de six mois, et pas nécessairement touristique. Cependant, cette mission commerciale est repoussée à une date indéterminée et le numéro MS-23 devient une mission classique de relève des équipages de la Station spatiale internationale.
L'équipage est désigné en mai 2021 et est constitué de trois Russes. Cependant, dans le cadre du système d'échange d'équipage Soyouz-Dragon consistant à garder au moins un astronaute de la NASA et un cosmonaute Roscosmos à chaque rotation d'équipage, l'américaine Loral O'Hara a remplacé Andreï Fediaïev, qui est en retour affecté à SpaceX Crew-6.
Une nouvelle modification a lieu, concernant cette fois l'équipage de retour. À la suite d'un accord de coopération dans le domaine spatial entre la Russie et la Biélorussie, des séjours à bord de la Station spatiale internationale (ISS) sont programmés pour des cosmonautes biélorusses. Le premier vol est un séjour court, prévu pour 2023. Ainsi, ce cosmonaute doit être amené par le Soyouz MS-24, rester environ une semaine à bord de l'ISS puis rentrer sur Terre à bord de MS-23. En conséquence, un des cosmonautes de MS-23, Nikolaï Tchoub, doit rester six mois de plus à bord de la station.

#### Au décollage

##### Principal

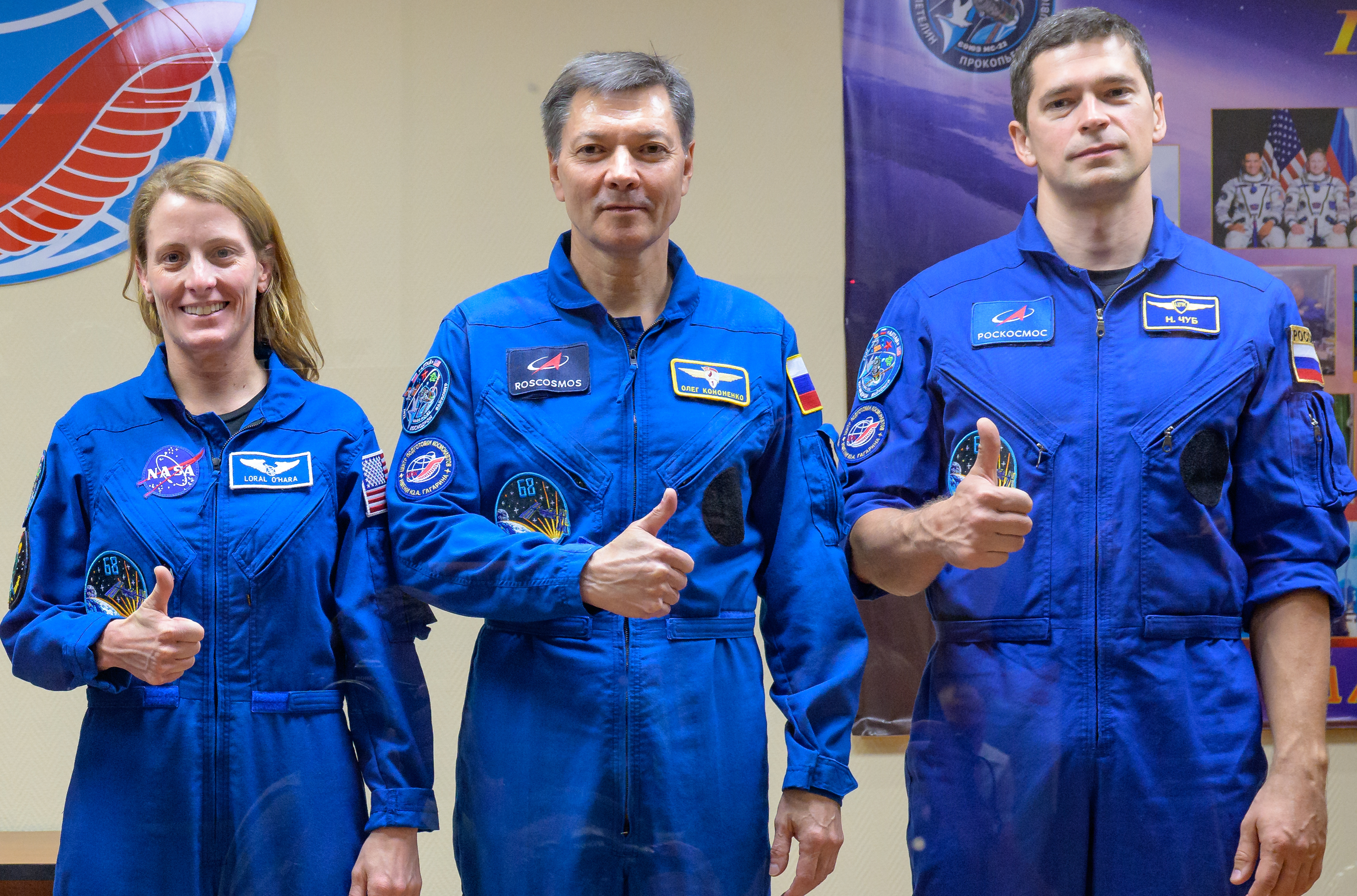
De gauche à droite : Loral O'Hara, Oleg Kononenko et Nikolaï Tchoub

- Commandant : Oleg Kononenko (5),  Russie, Roscosmos.
- Ingénieur de vol 1 : Nikolaï Tchoub (1),  Russie, Roscosmos.
- Ingénieur de vol 2 : Loral O'Hara (1),  États-Unis, NASA.

Le chiffre entre parenthèses indique le nombre de vols spatiaux effectués par l'astronaute, Soyouz MS-23 inclus.

##### Réserve
Les réservistes remplacent le ou les membres d'équipage si ce ou ces derniers ne peuvent assurer leur poste.
- Commandant : Alexeï Ovtchinine,  Russie, Roscosmos.
- Ingénieur de vol 1 : Oleg Platonov,  Russie, Roscosmos.
- Ingénieur de vol 2 : Tracy Caldwell[4],  États-Unis, NASA.

#### À l'atterrissage
- Commandant : Oleg Kononenko (5),  Russie, Roscosmos.
- Ingénieur de vol 1 : Loral O'Hara (1),  États-Unis, NASA.
- Spaceflight participant : Olga Mastitskaya, Victoria Fidrus, Anastasia Lenkova, Olga Gerasimova, Daria Mikhnyuk ou Marina Vassilievskaïa[5],  Biélorussie.

### Nouveau scénario
En raison d'un probable impact d'une micrométéorite ou d'un débris spatial sur Soyouz MS-22, son système de refroidissement est perforé, éjectant tout son liquide dans l'espace. Le vaisseau est finalement jugé inapte au retour des cosmonautes sur Terre et il est alors décidé d'avancer la mission suivante, MS-23, prévue pour le 16 mars 2023, au 20 février 2023, et de la lancer sans équipage, afin de pouvoir ramener sur Terre l'équipage de Soyouz MS-22, après une prolongation de leur mission. Comme elle est lancée sans équipage, elle emporte du fret, comme un vaisseau cargo, ce scénario rappelant celui de Soyouz 32, renvoyé sur Terre chargé de fret alors que Soyouz 34 était chargé de ramener sur Terre son équipage, après avoir été lancé sans équipage mais avec du fret.
L'équipage originellement prévu pour cette mission est, quant à lui, transféré à la mission suivante, Soyouz MS-24, qui est lancée le 15 septembre 2023.